# Fleur Jong
Fleur Jong (Purmerend, 17 dicembre 1995) è un'atleta paralimpica olandese specializzata nelle gare di velocità e salto in lungo e appartenente, fino al 2018, alla categoria T44 e successivamente alla categoria T62.

## Biografia
Fleur nel 2012, all'età di 16 anni, ha subito l'amputazione del piede destro, oltreché di otto falangette delle mani, a causa di un'infezione batterica del sangue. Ha debuttato in una manifestazione internazionale di atletica leggera paralimpica nel 2015, quando ha preso parte ai campionati mondiali di Doha, dove ha conquistato il sesto posto nei 100 metri piani T44 e la medaglia di bronzo nei 200 metri piani T44.
Nel 2016 ha partecipato ai Giochi paralimpici di Rio de Janeiro, dove però non è riuscita a raggiungere le finali dei 100 e 200 metri piani T44. Ai mondiali paralimpici di Londra 2017 si classifica invece nona e quarta rispettivamente nei 100 e nei 200 metri piani T44.
Nel'agosto del 2018 ha dovuto subire un'operazione chirurgica alla gamba sinistra per l'amputazione dell'altro piede, che le è costata un periodo di riabilitazione di circa un anno, durante il quale Fleur ha pensato di ritirarsi dall'attività sportiva. Nel 2019 torna però in pista (e in pedana), questa volta nella categoria T62 e raggiunge il settimo posto nei 100 metri piani T64 e il quarto posto nel salto in lungo T64 ai campionati del mondo paralimpici di Dubai.
Nel 2021 prende parte per la prima volta ai campionati europei paralimpici, per l'edizione di Bydgoszcz, in Polonia: qui riesce a conquistare due medaglie d'oro nei 100 metri piani T64 e nel salto in lungo T64. Ai Giochi paralimpici di Tokyo conquista la medaglia d'oro nel salto in lungo T64, siglando anche il nuovo record del mondo in 6,16 m. Si ripete tre anni dopo, nel 2024, alle Paralimpiadi di Parigi, durante le quali sale sul gradino più alto del podio anche nei 100 metri piani T64.
È allenata da Guido Bonsen.

## Palmarès
| Anno | Manifestazione       | Sede           | Evento             | Risultato | Prestazione | Note                  |
| ---- | -------------------- | -------------- | ------------------ | --------- | ----------- | --------------------- |
| 2015 | Mondiali paralimpici | Doha           | 100 m piani T44    | 6ª        | 13"52       |                       |
| 2015 | Mondiali paralimpici | Doha           | 200 m piani T44    | Bronzo    | 27"30       |                       |
| 2016 | Giochi paralimpici   | Rio de Janeiro | 100 m piani T44    | Batteria  | 13"92       |                       |
| 2016 | Giochi paralimpici   | Rio de Janeiro | 200 m piani T44    | Batteria  | 29"15       |                       |
| 2017 | Mondiali paralimpici | Londra         | 100 m piani T44    | 9ª        | 13"65       |                       |
| 2017 | Mondiali paralimpici | Londra         | 200 m piani T44    | 4ª        | 27"35       |                       |
| 2019 | Mondiali paralimpici | Dubai          | 100 m piani T64    | 7ª        | 13"33       |                       |
| 2019 | Mondiali paralimpici | Dubai          | Salto in lungo T64 | 4ª        | 5,16 m      |                       |
| 2021 | Europei paralimpici  | Bydgoszcz      | 100 m piani T64    | Oro       | 12"64       |                       |
| 2021 | Europei paralimpici  | Bydgoszcz      | Salto in lungo T64 | Oro       | 6,06 m      |                       |
| 2021 | Giochi paralimpici   | Tokyo          | Salto in lungo T64 | Oro       | 6,16 m      | Record mondiale       |
| 2023 | Mondiali paralimpici | Parigi         | 100 m piani T64    | Oro       | 12"47       |                       |
| 2023 | Mondiali paralimpici | Parigi         | Salto in lungo T64 | Oro       | 6,28 m      | Record dei campionati |
| 2024 | Mondiali paralimpici | Kōbe           | 100 m piani T64    | Oro       | 12"71       | Record dei campionati |
| 2024 | Mondiali paralimpici | Kōbe           | Salto in lungo T64 | Oro       | 6,53 m      | Record dei campionati |
| 2024 | Giochi paralimpici   | Parigi         | 100 m piani T64    | Oro       | 12"54       |                       |
| 2024 | Giochi paralimpici   | Parigi         | Salto in lungo T64 | Oro       | 6,53 m      | Record paralimpico    |